# Regina Baresi
Regina Baresi (* 26. September 1991 in Mailand) ist eine italienische Fußballspielerin, die bei Inter Mailand unter Vertrag steht.

## Karriere

### Jugend
Regina Baresi wuchs als Tochter von Giuseppe Baresi, ehemaliger Fußballspieler des Inter Mailand, und Elena Tagliabue, Präsidentin der ASD Femminile Inter Milano auf. Außerdem ist sie die Nichte von Franco Baresi, ehemaliger Fußballspieler der AC Mailand.

### Verein
Inspiriert von ihrem Vater sowie ihrem Onkel begann Baresi im Alter von zwölf Jahren bei der ASD Femminile Inter Milano mit dem Fußballspielen. Im Jahre 2009 wurde sie in die erste Mannschaft geholt und wurde bald darauf Mannschaftskapitänin. 2013 stieg sie mit der ASD Femminile Inter Milano nach dem Meisterschaftssieg in der Serie A2 in die höchste Spielklasse, die Serie A, auf. Im Jahr darauf folgte der Abstieg in die Serie B.

### Sonstiges
Neben ihrer Karriere als Fußballspielerin tritt Regina Baresi bei Fußballübertragungen als Expertin für den italienischen TV-Sender Mediaset auf.

## Erfolge
- 2012/13: Italienische Meisterin der Serie A2